# ケリヤ万方空港
ケリヤ万方空港(IATA: YTW, ICAO: ZWYT)は、中華人民共和国 新疆ウイグル自治区のホータン地区のケリヤ県にある空港である。

## 歴史
2016年7月12日中国民用航空局が敷地選定。2020年8月1日滑走路開通，2020年12月7日初飛行、2020年12月26日開港。空港ビルの面積は3010平方メートル。滑走路は長さ3200メートル、幅45メートル。年間に旅客18万人、貨物400トン利用可能。

## 航路
| 航空会社     | 就航地                                                                |
| ------------ | --------------------------------------------------------------------- |
| 華夏航空     | 烏魯木斉(ウルムチ)、コルラ、和田(ホータン)、阿克蘇(アクス)、成都/双流 |
| ウルムチ航空 | 烏魯木斉(ウルムチ)、深圳、広州                                        |
| 中国南方航空 | 烏魯木斉(ウルムチ)、北京/大興                                         |
| 春秋航空     | 上海/虹橋                                                             |